# 2074 Shoemaker
2074 Shoemaker eller 1974 UA är en asteroid som korsar Mars omloppsbana. Den upptäcktes 17 oktober 1974 av den amerikanske astronomen Eleanor F. Helin vid Palomarobservatoriet. Den är uppkallad efter den amerikanske astronomen Eugene M. Shoemaker.
Asteroiden har en diameter på ungefär 3 kilometer.